# Samadet

Samadet este o comună în departamentul Landes din sud-vestul Franței. În 2009 avea o populație de 1.040 de locuitori.

## Evoluția populației
| An        | 1975  | 1982 | 1990  | 1999  | 2006  | 2009  |
| --------- | ----- | ---- | ----- | ----- | ----- | ----- |
| Populație | 1.030 | 970  | 1.009 | 1.010 | 1.028 | 1.040 |